# Теулада (мис)
38°52′48″ пн. ш. 8°39′07″ сх. д. / 38.88000° пн. ш. 8.65194° сх. д.
Мис Теулада (італ. Capo Teulada, сард. Teulada), також мис Спартівенто (англ. Cape Spartivento) — мис, розташований на італійському острові Сардинія. Найпівденніша точка острову, кінцева частина півострова Корте-Арресі, на території муніципалітету Теулада, на південно-західній частині острова. Мис Теулада був відомий латинянам як Херсонесум Промонторіум лат. Chersonesum Promontorium).
Він з'єднаний з островом перешийком Бокки Форті, де, на думку археологів, знаходилось давньоримське поселення Тегула.
Поблизу мису знаходиться артилерійський полігон.